# Camelia la Texana
 (срп. Тексашанка Камелија) мексичко-америчка је теленовела, продукцијске куће Телемундо, снимана током 2013. и 2014.

## Синопсис
Камелија Пинеда, звана Тексашанка, лепа је и млада девојка, рођена у Сан Антонију. Упуштање у једну љубавну везу од ње ће направити опасног криминалца. Обележена презиром који је у њој пробудила  издаја вољеног Емилија Вареле, Камелија се упушта у свет нарко трафикинга, у коме постаје прва краљица картела.
Она која је некада била невина девојка и веровала у љубав са срећним крајем, сада је снажна и храбра жена, која прераста у мит и контролише транспорт дроге преко границе између Мексика и Сједињених Америчких Држава…

## Глумачка постава

### Главне улоге
| Глумац:         | Улога:                               |
| --------------- | ------------------------------------ |
| Сара Малдонадо  | Камелија Пинеда, Тексашанка Камелија |
| Ерик Хајсер     | Емилио Варела Арон Варела            |
| Андрес Паласиос | Факундо Гарсија / Моисес             |
| Дагоберто Гама  | Дон Антонио Тревињо                  |

### Споредне улоге
| Глумац:                | Улога:            |
| ---------------------- | ----------------- |
| Арселија Рамирез       | Нача              |
| Луис Ернесто Франко    | Алакран           |
| Ерендира Ибара         | Алисон де Варела  |
| Клаудет Маиље          | Росаура Пинеда    |
| Родриго Овиједо        | Дионосио Осуна    |
| Тамара Мазараса        | Лу Тревињо        |
| Хулио Алберто Касадо   | Бенигно Тревињо   |
| Естефанија Виљареал    | Миреја Осуна      |
| Питер Теис             | Карсон            |
| Ињаки Госи             | Хасинто Гарабито  |
| Виктор Алфредо Хименес | Сијанг Тревињо    |
| Ана Паула де Леон      | Алма Тревињо      |
| Космо Гонзалез         | Емилио Варела Јр. |
| Хоакин Гаридо          | Арнулфо Наваро    |